# 고우미정
고우미정(일본어: 小海町 고우미마치[*])은 일본 나가노현 동부 미나미사쿠군의 정이다. 기타야쓰가다케와 오쿠치치부 산괴 사이에서 동서로 퍼져 있다.

## 인접한 자치체
- 지노시
- 미나미사쿠군 미나미마키촌, 미나미아이키촌, 기타아이키촌, 사쿠호정

## 역사
- 1889년 4월 1일 - 시정촌제 시행으로 미나미사쿠군 고우미촌, 기타모쿠촌이 성립하였다.
- 1956년 9월 30일 - 미나미사쿠군 고우미촌, 기타모쿠촌이 합병해 고우미정이 성립하였다.

## 인구
| 연도 | 인구  | ±%     |
| ---- | ----- | ------ |
| 1960 | 9,227 | —      |
| 1970 | 7,636 | −17.2% |
| 1980 | 7,004 | −8.3%  |
| 1990 | 6,630 | −5.3%  |
| 2000 | 5,961 | −10.1% |
| 2010 | 5,178 | −13.1% |

## 교통

### 철도
- 동일본 여객철도 고우미선

### 도로
- 국도 141호선
- 국도 299호선